# Rakova Bara
Rakova Bara (izvirno srbsko Ракова Бара) je naselje v Srbiji, ki upravno spada pod Občino Kučevo; slednja pa je del Braničevskega upravnega okraja.

## Demografija
V naselju živi 394 polnoletnih prebivalcev, pri čemer je njihova povprečna starost 47,7 let (45,2 pri moških in 50,0 pri ženskah). Naselje ima 157 gospodinjstev, pri čemer je povprečno število članov na gospodinjstvo 2,95.
To naselje je v glavnem vlaško (glede na popis iz leta 2002), a v času zadnjih treh popisov je opazno zmanjšanje števila prebivalcev.
|  |

| Demografija | Demografija     | Demografija     |
| Leto        | Št. prebivalcev | Št. prebivalcev |
| ----------- | --------------- | --------------- |
|             |                 |                 |
|             |                 |                 |
|             |                 |                 |
|             |                 |                 |
| 1948        | 1187            |                 |
| 1953        | 1188            |                 |
| 1961        | 1123            |                 |
| 1971        | 1007            |                 |
| 1981        | 963             |                 |
| 1991        | 806             | 641             |
| 2002        | 686             | 464             |
|             |                 |                 |

| Etnična sestava po popisu iz leta 2002 | Etnična sestava po popisu iz leta 2002 | Etnična sestava po popisu iz leta 2002 | Etnična sestava po popisu iz leta 2002 | Etnična sestava po popisu iz leta 2002 |
| -------------------------------------- | -------------------------------------- | -------------------------------------- | -------------------------------------- | -------------------------------------- |
| Vlahi                                  | Vlahi                                  |                                        | 360                                    | 77,58%                                 |
| Srbi                                   | Srbi                                   |                                        | 75                                     | 16,16%                                 |
| Romuni                                 | Romuni                                 |                                        | 10                                     | 2,15%                                  |
| Jugoslovani                            | Jugoslovani                            |                                        | 1                                      | 0,21%                                  |
| Neznano                                | Neznano                                |                                        | 3                                      | 0,64%                                  |